# Planificación de ganancias
En la teoría de control, la planificación de ganancias es un enfoque al control de sistemas no lineales que utiliza una familia de controladores lineales, proveyendo un control satisfactorio para un punto de operación diferente del sistema.
Una o más variables observables, llamadas variables de planificación, se usan para determinar cuál región operativa está funcionando y para habilitar el controlador lineal apropiado. Por ejemplo, en el sistema de control de vuelo de una aeronave, la altitud y el número Mach pueden ser las variables de planificación, con diferentes parámetros disponibles -y automáticamente conectadas al controlador- para varias combinaciones de estas dos variables.
Es una de las formas más simples e intuitivas de control adaptativo.
- Datos: Q764612